# 吴仕故居
31°22′05″N 119°48′31″E / 31.36796°N 119.80860°E
吴仕故居为明代正德年间进士吴仕在宜兴的故居，原位于中国江苏省无锡宜兴市宜城街道西庙巷与白果巷之间（南临西庙巷），包括楠木构筑的硬山顶厅堂三进，第二进为主厅朱萼堂，面阔3间，第三进面阔4间，宅东另建有太仆楼，其上悬有董其昌所书“眄柯阁”匾额。第一进和太仆楼均毁于抗战时期，1993年因城区改造，第三进被移址氿滨公园内重建，前后新建围墙形成南北天井，并在南侧新建大门，称吴仕楠木厅，但除部分梁架结构仍保持原样外，其他与原建筑质量相去甚远。